# Topole, Rogaška Slatina
Topole este o localitate din comuna Rogaška Slatina, Slovenia, cu o populație de 205 locuitori.